# Temasek Holdings

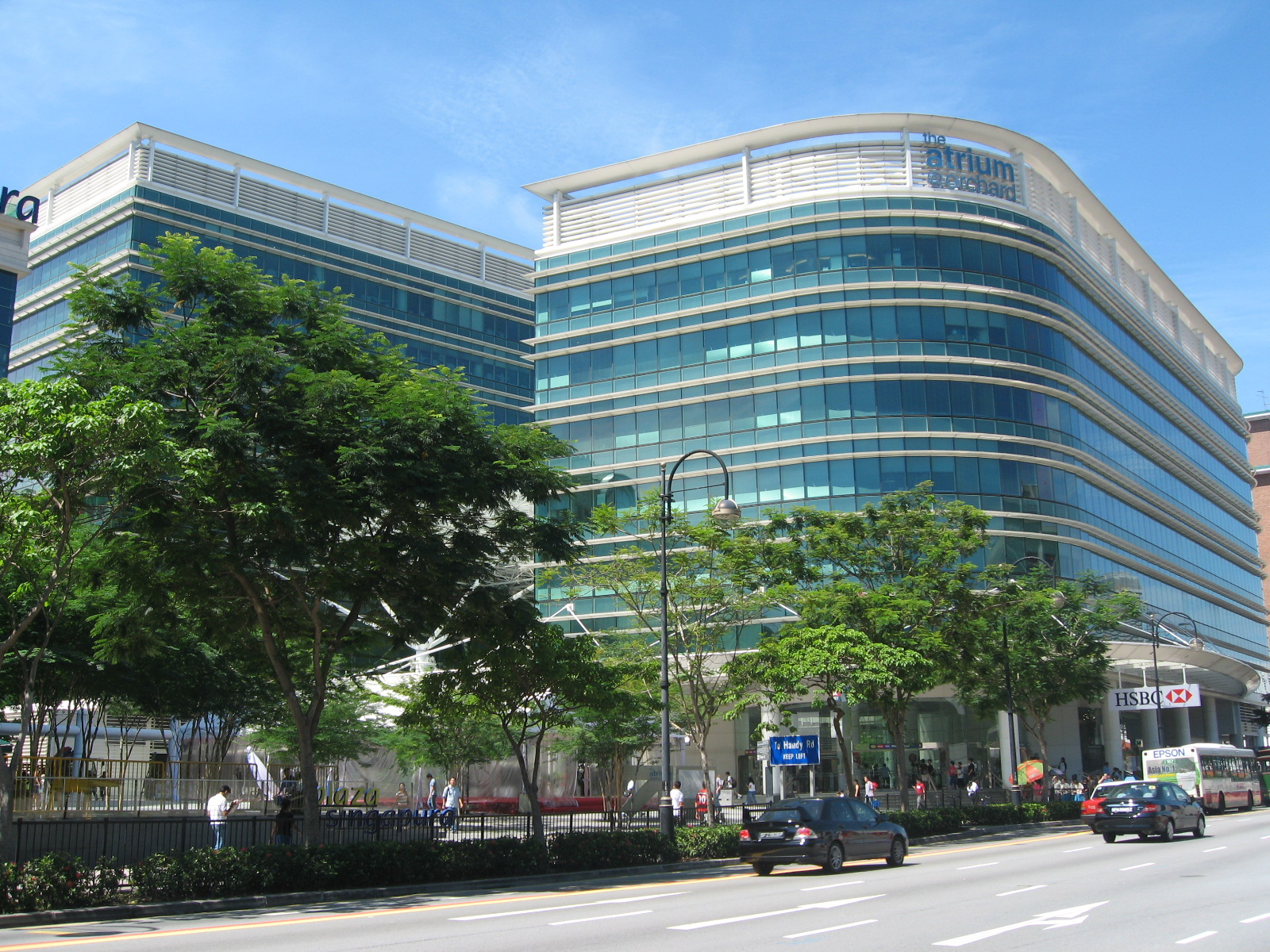
Hauptsitz von Temasek in Singapur

Temasek Holdings (chinesisch 淡馬錫控股 / 淡马锡控股, Pinyin Dànmǎxī Kònggǔ, Pe̍h-ōe-jī Tāmmásik Khòngkóo, amtlich Temasek Holdings Private Limited 淡馬錫控股私人有限公司 / 淡马锡控股私人有限公司)  a ist die Holdinggesellschaft der singapurischen Regierung. Ihr vorrangiges Ziel ist es, Unternehmen mit guten Wachstumsaussichten mit Kapital zu unterstützen und damit die wirtschaftliche Entwicklung des Stadtstaates voranzutreiben. Temasek unterhält 13 Büros weltweit und verwaltet S$420 Mrd., davon S$ 389 Mrd. Portfolio-Vermögen sowie S$31 Mrd. private Beteiligungen (Stand 03.2024).

## Geschichte
Anfang der 1960er Jahre erwarb die Regierung Singapurs Anteile an einigen singapurischen Unternehmen, die in der verarbeitenden Industrie und im Schiffbau tätig waren. Bis zur Gründung der Temasek Holdings 1974 wurden diese Anteile vom Finanzministerium gehalten, das danach der einzige Anteilseigner des neuen Investment-Unternehmens wurde.
Ein weiteres Instrument der Regierung für Investment ist die Government of Singapore Investment Corporation (GIC), das hauptsächlich die Währungsreserven der Regierung investiert.
Ho Ching, die Frau des Premierministers, führte als Chief Executive Officer von 2004 bis 2021 die Geschäfte, dieses Amt führt heute Lim Boon Heng. Vorsitzender des Verwaltungsrates war S. Dhanabalan, sein heutiger Nachfolger ist D. P. Sandrasegara. (Stand Oktober 2022)
Als Unternehmen ist Temasek seit 2020 klimaneutral. Das Unternehmen hat öffentlich erklärt, dass es sein Ziel ist, die Netto-Kohlenstoffemissionen seines gesamten Portfolios bis 2030 auf die Hälfte des Niveaus von 2010 zu reduzieren. Bis 2050 sollen die Netto-Kohlenstoffemissionen auf Null reduziert werden.

## Beteiligungen
Temasek Holdings ist an vielen der größten singapurischen Unternehmen beteiligt, zum Beispiel ST Engineering (50 %), Keppel Corporation (20 %), SingTel (63 %), DBS Bank (28 %), Singapore Airlines (57 %), PSA International (100 %), SMRT Corporation (62 %), Singapore Power und Neptune Orient Lines (68 %). Beteiligungen gibt es auch an ausländischen Unternehmen, zum Beispiel in Indonesien, Malaysia, Thailand und Australien (Qantas Airways). Temasek Holdings hat auch Anteile an den chinesischen Banken Bank of China (11,7 %) und China Construction Bank (5,1 %). Die Beteiligung an der Bank of China ist die zweitgrößte einer ausländischen Gesellschaft an einer der großen chinesischen Banken.
Temasek Holdings ist zu 53 % in Singapur, zu 13 % in China, 17 % in den Americas und zu 10 % in Europa, Mittlerer Osten und Afrika investiert.
Seit Frühjahr 2014 ist Temasek mit 24,95 % an A.S. Watson, dem Einzelhandelsarm von CK Hutchison Holdings beteiligt. A.S. Watson wiederum hält unter anderem 40 % an der deutschen Drogeriemarktkette Rossmann, ist an der französischen Parfümeriekette Marionnaud Parfumeries, der niederländisch-belgischen Drogeriekette Kruidvat, den britischen Drogerieketten Superdrug und Savers sowie an der Supermarktkette ParknShop in Hongkong beteiligt. Temasek ist auch an Animoca Brands beteiligt.
Seit 2014 ist Temasek am niederländischen Zahlungsdienstleister Adyen beteiligt und mittlerweile einer der größten Aktionäre (6 % Stand 31. März 2024).
Seit 2018 ist Temasek mit der RRJ Capital zusammen je hälftig Eigentümer der Schweizer GateGroup, dem führender Dienstleister von Airline-Catering.
Die annualisierte Gesamtrendite des Portfolios (in Singapur-Dollar) seit Gründung 1974 entsprach zum 31. März 2024 14 %.
| Beteiligung                             | Anteil der Temasek Holding (31.03.2024) |
| --------------------------------------- | --------------------------------------- |
| Adyen                                   | 6 %                                     |
| AIA Group Limited                       | 3 %                                     |
| Alibaba                                 | <1 %                                    |
| A.S. Watson Holdings                    | 25 %                                    |
| Bayer                                   | 3 %                                     |
| BlackRock                               | 3 %                                     |
| CapitaLand                              | 100 %                                   |
| Celltrion Inc.                          | 3 %                                     |
| DBS Group Holdings Ltd.                 | 29 %                                    |
| EM Topco Limited                        | 88 %                                    |
| Global Healthcare Exchange LLC          | 71 %                                    |
| HDFC Bank Limited                       | <1 %                                    |
| ICICI Bank                              | 2 %                                     |
| Industrial and Commercial Bank of China | 1 %                                     |
| Keppel                                  | 21 %                                    |
| M+S Pte. Ltd.                           | 40 %                                    |
| Mandai Park                             | 100 %                                   |
| Manipal Health Enterprises              | 35 %                                    |
| Mapletree Investments Pte Ltd.          | 100 %                                   |
| Mastercard                              | <1 %                                    |
| Moncler                                 | 4 %                                     |
| NSE India                               | 5 %                                     |
| Olam Group                              | 52 %                                    |
| Ping An Insurance                       | 2 %                                     |
| PSA International                       | 100 %                                   |
| SATS Ltd.                               | 40 %                                    |
| Schneider Electric India                | 35 %                                    |
| Seatrium Ltd.                           | 36 %                                    |
| Sembcorp Industries                     | 49 %                                    |
| Singapore Airlines                      | 53 %                                    |
| Singapore Power ltd.                    | 100 %                                   |
| Singapore Technologies Engineering      | 51 %                                    |
| Singapore Technologies Telemedia        | 100 %                                   |
| Singapore Telecommunications ltd.       | 51 %                                    |
| SMRT Corporation                        | 100 %                                   |
| Standard Chartered                      | 17 %                                    |
| Tencent                                 | <1 %                                    |
| Visa                                    | <1 %                                    |
| Zomato                                  | 4 %                                     |

## Kritik
Internationale Aufmerksamkeit erfuhr Temasek durch den Militärputsch in Thailand, der Premierminister Thaksin Shinawatra entmachtete. Hintergrund ist der Erwerb von 49,6 % der thailändischen Shin Corporation. Die Familie Shinawatra verkaufte ihre Anteile an seinem Firmenimperium für 1,85 Milliarden US-Dollar, nachdem er kurz vor Verkaufsabschluss noch eine kleine Gesetzesänderung durchsetzte. Ergebnis dieser Gesetzesänderung war, dass er auf den Verkaufserlös keine Steuern zahlen musste. Die an Thaksin gerichteten Korruptionsvorwürfe wurden in den folgenden Jahren durch Gerichte behandelt.